# Bodoki István
Bodoki István (17. század – 18. század) református lelkipásztor.
Erdélyi székely származású volt, 1702. október 12-étől a franekeri egyetemen tanult. Hazatérése után lelkészként tevékenykedett: először talán a nagybányai gyülekezetben[forrás?], ahonnan 1712-ben Zilahra ment, 1715-től[forrás?] Magyarberkeszen, majd Misztótfaluban és Aranyosmeggyesen szolgált.[forrás?] 1715 - 1728 között a nagybányai traktusban esperesi tisztséget viselt. Misztótfaluban halt meg.
Műve: De existentia rerum naturalium. Franequerae, 1709.